# 小行星6172
小行星6172（英語：6172 Prokofeana）是一颗围绕太阳公转的小行星。1982年10月14日，柳德米拉·卡拉季奇在克里米亚发现了此天体。
这颗小行星的绝对星等为193.591023864956等。